# 摩頓角
摩頓角是南極洲的海岬，位於南奧克尼群島中科羅內申島西岸，處於里特恩角以北2公里，該海灣在1821年12月被繪入地圖，現時由南極條約體系管理。
60°37′S 46°2′W / 60.617°S 46.033°W